# サンベルナルド・ド・カンポ
サンベルナルド・ド・カンポ（São Bernardo do Campo [sɐ̃w beʁˈnaʁdu du ˈkãpu]）は、ブラジルのサンパウロ州の都市である。サンパウロ都市圏の一部である。
サンパウロ市の20km南にあり、伝統的に製造業が盛んな地域だが、近年は住宅地への移行が進んでいる。イタリア系、日系ブラジル人の居住者が比較的多い。

## スポーツ
- サンベルナルドFC - サッカークラブ

## 姉妹都市
- マロースティカ （イタリア ヴェネト州 ヴィチェンツァ県）
- 周南市 （日本 山口県）
- モンティニー＝ル＝ブルトンヌー （フランス イル＝ド＝フランス地域圏 イヴリーヌ県）
- ミニャーノ・モンテ・ルンゴ （イタリア カンパニア州 カゼルタ県）
- ホドニーン （チェコ 南モラヴィア州）
- バイエルン州 （ドイツ）

## 出身者
- ティアゴ・モッタ - サッカー選手
- デコ - サッカー選手
- ガブリエウ・バルボーザ・アウメイダ - サッカー選手